# Andros Townsend
Andros Darryl Townsend (Londra, 16 luglio 1991) è un calciatore inglese, attaccante del Kanchanaburi Power.

## Carriera

### Club

#### Primi anni

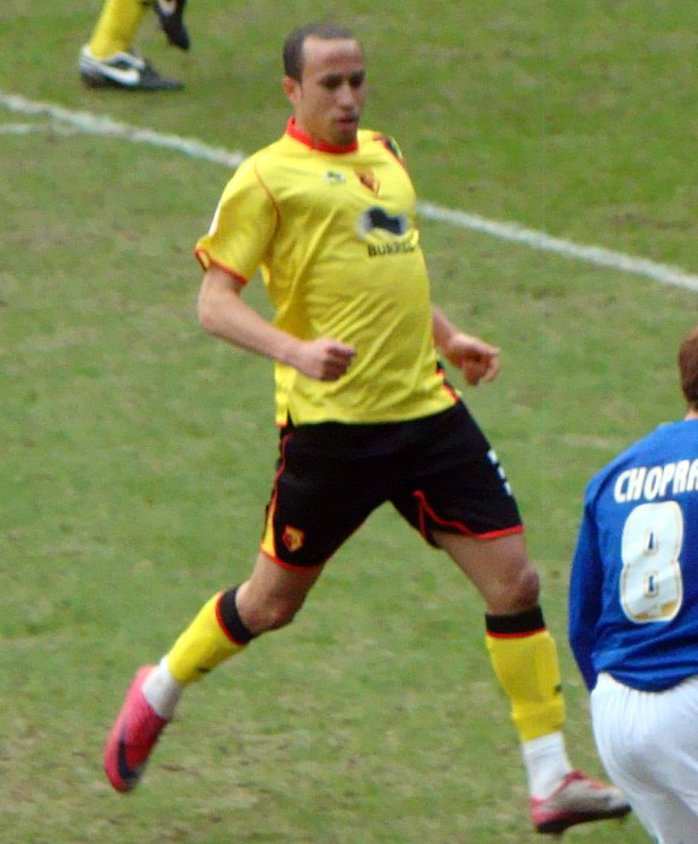
Townsend con la maglia del Watford nel 2011

Townsend è un prodotto del vivaio del Tottenham Hotspur. Iniziò a giocare con gli Spurs a 9 anni. Nel marzo del 2009 andò in prestito allo Yeovil Town, e fece il suo debutto contro il Milton Keynes Dons, insieme al compagno del vivaio Jonathan Obika.
In dieci partite al Yeovil, Townsend segnò un gol, aiutando la squadra a non retrocedere. Nell'agosto del 2009 andò invece in prestito per un mese al Leyton Orient. Alla fine di agosto il prestito di Townsend al Leyton Orient fu esteso fino al 31 dicembre, per poi ritornare a Londra.
Il 14 gennaio 2010 Townsend firmò un altro contratto in prestito, stavolta al MK Dons, fino alla fine della stagione. Da allora Townsend ritornò al Tottenham, a causa di diversi infortuni.
Il 12 agosto 2010 firmò un contratto, sempre in prestito, lungo un anno, con l'Ipswich Town. Debuttò con l'Ipswich contro il Burnley il 14 agosto, e segnò il suo primo e unico gol con la maglia dei Blues contro lo Swansea il 4 dicembre. Il prestito finì due settimane dopo. Il 20 gennaio 2011 il Watford confermò il suo prestito, fino alla fine della stagione.
Il 9 gennaio 2011 fece il suo debutto con gli Spurs nel terzo turno della FA Cup, al White Hart Lane contro il Charlton Athletic. In quella partita, Townsend segnò e fu votato come Man of the Match.
Il 20 gennaio 2011 passò in prestito al Watford. Debutterà con la maglia degli Hornets due giorni dopo, il 22 gennaio, contro il Cardiff City. Il prestito al Watford terminò il 23 febbraio 2011, durando un mese.
Il 7 marzo firmò un contratto in prestito al Millwall, fino alla fine della stagione. Segnerà un gol contro il Coventry City, pareggiando per 1-1; la partita verrà poi persa per 2-1.
Nella stagione 2011-2012 fu un titolare nelle partite dell'Europa League. Il 15 dicembre 2011 segnò il suo secondo gol con il Tottenham, contro lo Shamrock Rovers, con un tiro da fuori area. È apparso anche in Premier League, ma in panchina, senza ottenere alcuna presenza.

#### Prestiti a Leeds, Birmingham City e QPR
Il 1º gennaio 2012 Townsend si unisce al Leeds, in prestito fino al termine della stagione. Debutta con il Leeds il giorno dopo, nella vittoria per 2-1 contro il Burnley, dove ha ricevuto il premio uomo-partita; segna invece il suo primo gol il 18 febbraio, nella vittoria per 3-2 contro il Doncaster Rovers. Il 22 febbraio torna al Tottenham, poiché, secondo il suo agente, era infelice a Leeds.
Il giorno seguente va in prestito al Birmingham City, squadra militante in Championship, fino al termine della stagione. Diventato subito titolare, esordisce nella sconfitta in casa per 2-1 contro il Nottingham Forest.
Il 31 gennaio 2013 viene ceduto in prestito al Queens Park Rangers insieme a Jermaine Jenas (che viene però ceduto a titolo definitivo).

#### Tottenham
Il 31 maggio 2013, terminato il presto al Queens Park Rangers, torna al Tottenham, dove gioca in maniera abbastanza continuativa per 2 stagioni e mezzo.

#### Newcastle
Il 27 gennaio 2016 il Newcastle ufficializza la firma di Townsend, che sceglie la maglia numero 25. L'esperienza ai Magpies si conclude dopo soli 6 mesi, con un bottino di 13 presenze e 4 gol in campionato, che non bastano per evitare la retrocessione del club.

#### Crystal Palace
Il 1º luglio 2016 firma un contratto quinquennale con il Crystal Palace. A fine contratto non rinnova il proprio rapporto con il club rimanendo così svincolato.

#### Everton
Il 20 luglio 2021 sigla un contratto biennale con l'Everton.

#### Luton Town
L'11 ottobre 2023, dopo alcuni mesi da svincolato, viene acquistato dal Luton Town.

### Nazionale
Ha giocato in tutte le nazionali giovanili inglesi, partendo dall'Under-16 sino alla nazionale Under-21. L'11 ottobre 2013 debutta in nazionale maggiore nella partita vinta per 4-1 sul Montenegro.

## Statistiche

### Presenze e reti nei club
Statistiche aggiornate al 4 giugno 2025.
| Stagione              | Club                  | Campionato            | Campionato | Campionato | Coppa nazionali | Coppa nazionali | Coppa nazionali | Coppe continentali | Coppe continentali | Coppe continentali | Altre coppe | Altre coppe | Altre coppe | Totale | Totale |
| Stagione              | Club                  | Comp                  | Pres       | Reti       | Comp            | Pres            | Reti            | Comp               | Pres               | Reti               | Comp        | Pres        | Reti        | Pres   | Reti   |
| --------------------- | --------------------- | --------------------- | ---------- | ---------- | --------------- | --------------- | --------------- | ------------------ | ------------------ | ------------------ | ----------- | ----------- | ----------- | ------ | ------ |
| 2008-mar. 2009        | Tottenham             | PL                    | 0          | 0          | FACup+CdL       | 0+0             | 0               | -                  | -                  | -                  | -           | -           | -           | 0      | 0      |
| mar.-giu. 2009        | Yeovil Town           | FL1                   | 10         | 1          | FAcup+CdL       | -               | -               | -                  | -                  | -                  | FLT         | -           | -           | 10     | 1      |
| 2009-gen. 2010        | Leyton Orient         | FL1                   | 22         | 2          | FACup+CdL       | 0+2             | 0               | -                  | -                  | -                  | FLT         | 2           | 0           | 26     | 2      |
| gen.-giu. 2010        | MK Dons               | FL1                   | 9          | 2          | FACup+CdL       | -               | -               | -                  | -                  | -                  | FLT         | -           | -           | 9      | 2      |
| ago.-dic. 2010        | Ipswich               | FLC                   | 13         | 1          | FACup+CdL       | 0+3             | 0               | -                  | -                  | -                  | -           | -           | -           | 16     | 1      |
| dic. 2010-gen. 2011   | Tottenham             | PL                    | 0          | 0          | FACup+CdL       | 1+0             | 1               | UCL                | -                  | -                  | -           | -           | -           | 1      | 1      |
| gen.-feb. 2011        | Watford               | FLC                   | 3          | 0          | FACup+CdL       | -               | -               | -                  | -                  | -                  | -           | -           | -           | 3      | 0      |
| mar.-giu. 2011        | Millwall              | FLC                   | 11         | 2          | FACup+CdL       | -               | -               | -                  | -                  | -                  | -           | -           | -           | 11     | 2      |
| 2011-gen. 2012        | Tottenham             | PL                    | 0          | 0          | FACup+CdL       | 0+1             | 0               | UEL                | 6                  | 1                  | -           | -           | -           | 7      | 1      |
| gen.-feb. 2012        | Leeds                 | FLC                   | 6          | 1          | FACup+CdL       | 1+0             | 0               | -                  | -                  | -                  | -           | -           | -           | 7      | 1      |
| feb.-giu. 2012        | Birmingham City       | FLC                   | 15+1       | 0          | FACup+CdL       | -               | -               | UEL                | -                  | -                  |             | -           | -           | 16     | 0      |
| 2012-gen. 2013        | Tottenham             | PL                    | 5          | 0          | FACup+CdL       | 1+1             | 0+1             | UEL                | 3                  | 0                  | -           | -           | -           | 10     | 1      |
| gen.-giu. 2013        | QPR                   | PL                    | 12         | 2          | FACup+CdL       | -               | -               | -                  | -                  | -                  | -           | -           | -           | 12     | 2      |
| 2013-2014             | Tottenham             | PL                    | 25         | 1          | FACup+CdL       | 0+1             | 0               | UEL                | 7                  | 1                  | -           | -           | -           | 33     | 2      |
| 2014-2015             | Tottenham             | PL                    | 17         | 2          | FACup+CdL       | 3+6             | 1+1             | UEL                | 9                  | 2                  | -           | -           | -           | 35     | 6      |
| 2015-gen. 2016        | Tottenham             | PL                    | 3          | 0          | FACup+CdL       | 0+1             | 0               | UEL                | 3                  | 0                  | -           | -           | -           | 7      | 0      |
| Totale Tottenham      | Totale Tottenham      | Totale Tottenham      | 50         | 3          |                 | 14              | 4               |                    | 28                 | 4                  |             | -           | -           | 92     | 11     |
| gen.-giu. 2016        | Newcastle Utd         | PL                    | 13         | 4          | FACup+CdL       | -               | -               | -                  | -                  | -                  | -           | -           | -           | 13     | 4      |
| 2016-2017             | Crystal Palace        | PL                    | 36         | 3          | FACup+CdL       | 3+1             | 0               | -                  | -                  | -                  | -           | -           | -           | 40     | 3      |
| 2017-2018             | Crystal Palace        | PL                    | 36         | 2          | FACup+CdL       | 1+2             | 0               | -                  | -                  | -                  | -           | -           | -           | 39     | 2      |
| 2018-2019             | Crystal Palace        | PL                    | 38         | 6          | FACup+CdL       | 4+3             | 1+2             | -                  | -                  | -                  | -           | -           | -           | 45     | 9      |
| 2019-2020             | Crystal Palace        | PL                    | 24         | 1          | FACup+CdL       | 0+1             | 0               | -                  | -                  | -                  | -           | -           | -           | 25     | 1      |
| 2020-2021             | Crystal Palace        | PL                    | 34         | 1          | FACup+CdL       | 1+1             | 0               | -                  | -                  | -                  | -           | -           | -           | 36     | 1      |
| Totale Crystal Palace | Totale Crystal Palace | Totale Crystal Palace | 168        | 13         |                 | 17              | 3               |                    | -                  | -                  |             | -           | -           | 185    | 16     |
| 2021-2022             | Everton               | PL                    | 21         | 3          | FACup+CdL       | 4+2             | 2+2             | -                  | -                  | -                  | -           | -           | -           | 27     | 7      |
| 2022-2023             | Everton               | PL                    | 0          | 0          | FACup+CdL       | 0               | 0               | -                  | -                  | -                  | -           | -           | -           | 0      | 0      |
| Totale Everton        | Totale Everton        | Totale Everton        | 21         | 3          |                 | 6               | 4               |                    | -                  | -                  |             | -           | -           | 27     | 7      |
| 2023-2024             | Luton Town            | PL                    | 27         | 1          | FACup+CdL       | 4+0             | 0+0             | -                  | -                  | -                  | -           | -           | -           | 31     | 1      |
| ago.2024              | Luton Town            | FLC                   | 1          | 0          | FACup+CdL       | -               | -               | -                  | -                  | -                  | -           | -           | -           | 1      | 0      |
| Totale Luton Town     | Totale Luton Town     | Totale Luton Town     | 28         | 1          |                 | 4               | 0               |                    | -                  | -                  |             | -           | -           | 32     | 1      |
| ago. 2024-2025        | Antalyaspor           | SL                    | 18         | 0          | TK              | 5               | 2               | -                  | -                  | -                  | -           | -           | -           | 23     | 2      |
| Totale carriera       | Totale carriera       | Totale carriera       | 400        | 35         |                 | 53              | 13              |                    | 28                 | 4                  |             | 2           | 0           | 483    | 52     |

### Cronologia presenze e reti in Nazionale
| Cronologia completa delle presenze e delle reti in nazionale ― Inghilterra | Cronologia completa delle presenze e delle reti in nazionale ― Inghilterra | Cronologia completa delle presenze e delle reti in nazionale ― Inghilterra | Cronologia completa delle presenze e delle reti in nazionale ― Inghilterra | Cronologia completa delle presenze e delle reti in nazionale ― Inghilterra | Cronologia completa delle presenze e delle reti in nazionale ― Inghilterra | Cronologia completa delle presenze e delle reti in nazionale ― Inghilterra | Cronologia completa delle presenze e delle reti in nazionale ― Inghilterra |
| Data                                                                       | Città                                                                      | In casa                                                                    | Risultato                                                                  | Ospiti                                                                     | Competizione                                                               | Reti                                                                       | Note                                                                       |
| -------------------------------------------------------------------------- | -------------------------------------------------------------------------- | -------------------------------------------------------------------------- | -------------------------------------------------------------------------- | -------------------------------------------------------------------------- | -------------------------------------------------------------------------- | -------------------------------------------------------------------------- | -------------------------------------------------------------------------- |
| 11-10-2013                                                                 | Londra                                                                     | Inghilterra                                                                | 4 – 1                                                                      | Montenegro                                                                 | Qual. Mondiali 2014                                                        | 1                                                                          | 80’                                                                        |
| 15-10-2013                                                                 | Londra                                                                     | Inghilterra                                                                | 2 – 0                                                                      | Polonia                                                                    | Qual. Mondiali 2014                                                        | -                                                                          | 83’                                                                        |
| 15-11-2013                                                                 | Londra                                                                     | Inghilterra                                                                | 0 – 2                                                                      | Cile                                                                       | Amichevole                                                                 | -                                                                          | 57’                                                                        |
| 19-11-2013                                                                 | Londra                                                                     | Inghilterra                                                                | 0 – 1                                                                      | Germania                                                                   | Amichevole                                                                 | -                                                                          |                                                                            |
| 05-03-2014                                                                 | Londra                                                                     | Inghilterra                                                                | 1 – 0                                                                      | Danimarca                                                                  | Amichevole                                                                 | -                                                                          | 86’                                                                        |
| 09-10-2014                                                                 | Londra                                                                     | Inghilterra                                                                | 5 – 0                                                                      | San Marino                                                                 | Qual. Euro 2016                                                            | 1                                                                          | 66’                                                                        |
| 31-03-2015                                                                 | Torino                                                                     | Italia                                                                     | 1 – 1                                                                      | Inghilterra                                                                | Amichevole                                                                 | 1                                                                          | 70’                                                                        |
| 07-06-2015                                                                 | Dublino                                                                    | Irlanda                                                                    | 0 – 0                                                                      | Inghilterra                                                                | Amichevole                                                                 | -                                                                          | 66’                                                                        |
| 14-06-2015                                                                 | Lubiana                                                                    | Slovenia                                                                   | 2 – 3                                                                      | Inghilterra                                                                | Qual. Euro 2016                                                            | -                                                                          | 74’                                                                        |
| 12-10-2015                                                                 | Vilnius                                                                    | Lituania                                                                   | 0 – 3                                                                      | Inghilterra                                                                | Qual. Euro 2016                                                            | -                                                                          | 73’                                                                        |
| 27-05-2016                                                                 | Sunderland                                                                 | Inghilterra                                                                | 2 – 1                                                                      | Australia                                                                  | Amichevole                                                                 | -                                                                          | 76’                                                                        |
| 11-10-2016                                                                 | Lubiana                                                                    | Slovenia                                                                   | 0 – 0                                                                      | Inghilterra                                                                | Qual. Mondiali 2018                                                        | -                                                                          | 62’                                                                        |
| Totale                                                                     |                                                                            | Presenze                                                                   | 12                                                                         |                                                                            | Reti                                                                       | 3                                                                          |                                                                            |